# Magia (Marvel Comics)
Illyana Rasputina mais conhecida como Magia (ou Magik, no original) é uma personagem fictícia das histórias em quadrinhos norte-americanas publicadas pela Marvel Comics. Surgiu pela primeira vez em Giant-Size X-Men #1, em maio de 1975, sendo criada por Len Wein e Dave Cockrum.
A personagem é comumente associada aos X-Men, faz parte dos Novos Mutantes, equipe pela qual é mais conhecida.
Ela é interpretada por Anya Taylor-Joy em sua única adaptação em live-action no filme The New Mutants.

## Origem
Illyana Rasputina era a irmã mais nova de Piotr Rasputin, o Colossus dos X-Men. Inicialmente, a personagem não tinha muita importância nas histórias, servindo apenas como uma figura de fundo, até a edição #160 da revista Uncanny X-Men, em 1982, história em que é mostrado que a personagem havia envelhecido sete anos após adentrar em uma dimensão paranormal conhecida como Limbo. Ela então se torna uma poderosa feiticeira, desenvolvendo a habilidade mutante de criar "discos de teletransporte".
A história de Illyana no Limbo é contada na minissérie Magik, lançada em dezembro de 1983. Nela, a personagem ganha oficialmente o codinome de "Magia". No final da série, Magia é oficialmente introduzida aos Novos Mutantes, fazendo parte da equipe.

## Poderes e habilidades
Discos de teletransporte: Magia é capaz de criar discos que podem transportar pessoas ou objetos de um lugar a outro, inclusive entre dimensões. Ela conseguiu se teletransportar através de continentes, de um continente para outro e, ocasionalmente, até mesmo por distâncias interplanetárias e intergalácticas. Ao contrário da maioria dos outros teletransportadores, Magia podia se mover não apenas através do espaço, mas também através do tempo. Ela conseguia se teletransportar para momentos, dias ou até séculos no passado ou no futuro.
Magia do Limbo: A personagem consegue usar magia de forma praticamente ilimitada enquanto está no Limbo. Desde que absorveu a energia do Limbo e recebeu treinamento, sua magia na Terra ficou consideravelmente mais poderosa, a ponto de ser considerada uma possível candidata ao posto de Feiticeira Suprema da Terra.
Projeção astral: Illyana tem a habilidade de projetar seu espírito ou corpo astral para fora de seu corpo físico, permitindo-lhe viajar pelo mundo espiritual ou pelo plano astral.
Espada/Armadura da Alma: Illyana pode manipular sua alma para criar armas, sendo sua principal a Espada das Almas, capaz de ferir qualquer ser místico, embora seja inútil contra seres não místicos. Ela também pode gerar uma armadura mística com os mesmos efeitos da espada.
Manuseio de Armas: Illyana é uma excelente espadachim, utilizando a Soulsword, sua marca registrada, como arma em diversas ocasiões. Sua habilidade foi posta à prova durante a saga X of Swords, na qual ela foi uma das espadachins de Krakoa.  Além disso, Illyana também é altamente habilidosa em armamentos antigos e artes marciais.
Feitiçaria: Magik é altamente habilidosa na magia negra do Limbo, concedida pelo patrono de Belasco, Chthon, assim como na magia branca da Terra, proveniente do patrono da linhagem de Tempestade, Oshtur. Além disso, ela aprendeu outros tipos de magia ao longo de sua vida.
Darkchylde: Illyana se transforma em Darkchylde, uma força imparável, sempre que é dominada por raiva ou emoções sombrias. Essa transformação ocorreu quando parte de sua alma foi usada em um feitiço por Belasco, preenchendo a lacuna com a essência do Limbo. Sua aparência se torna mais demoníaca, incluindo chifres, cascos e uma cauda.
Lightchylde: Essa transformação é impulsionada por emoções positivas e possui um potencial superior à forma sombria de Illyana. Ela é rara nas histórias em quadrinhos, mas, quando acontece, costuma envolver uma aura de energia pura e iluminada ou características angelicais, conferindo à personagem um poder excepcional.

## Em outras mídias

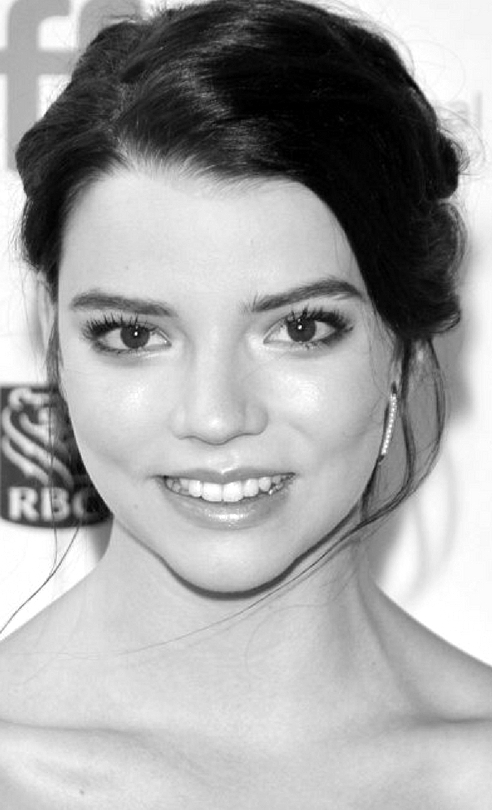
Anya Taylor-Joy interpreta Illyana Rasputin em sua única participação em live-action.

### Cinema
- Magik é uma das personagens principais no filme live-action The New Mutants, de 2020, sendo interpretada por Anya Taylor-Joy.[1]

### TV
- Magik faz uma participação na série animada X-Men de 1993, no episódio "Red Dawn". A personagem aparece apenas em sua versão como criança.[5]
- Em X-Men '97, o morfo se transforma na Magia no terceiro episódio da primeira temporada.